# Stemmen (Adelsgeschlecht)
Die Familie von Stemmen, auch von Stempne genannt, ist ein erloschenes niedersächsisches Adelsgeschlecht. 

## Geschichte
Die Familie lässt sich spätestens ab dem Jahr 1378 nachweisen, als Herbort von Stemmen (oder von Stempne) mit einem von mehreren in Eldagsen schon zuvor errichteten Burghöfen beliehen wurde. Lehensgeber dieses ehemaligen Sattelhofes, den zuvor die Herren von Bock besessen hatten, war seinerzeit Herzog Friedrich.

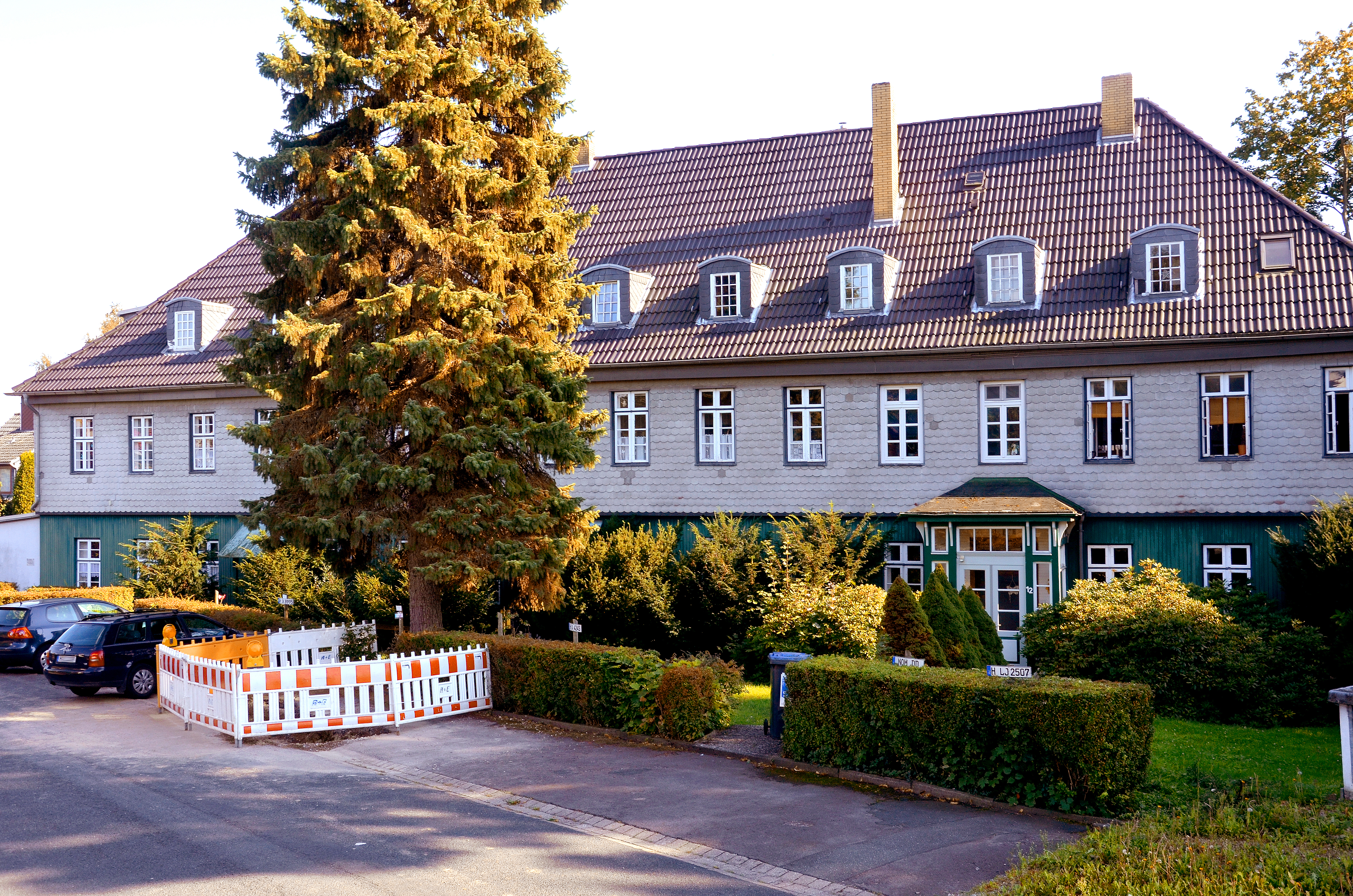
Das ehemalige Herrenhaus der Familie von Wedemeyer an Stelle des vorigen Sattelhofes derer von Stemmen in Eldagsen

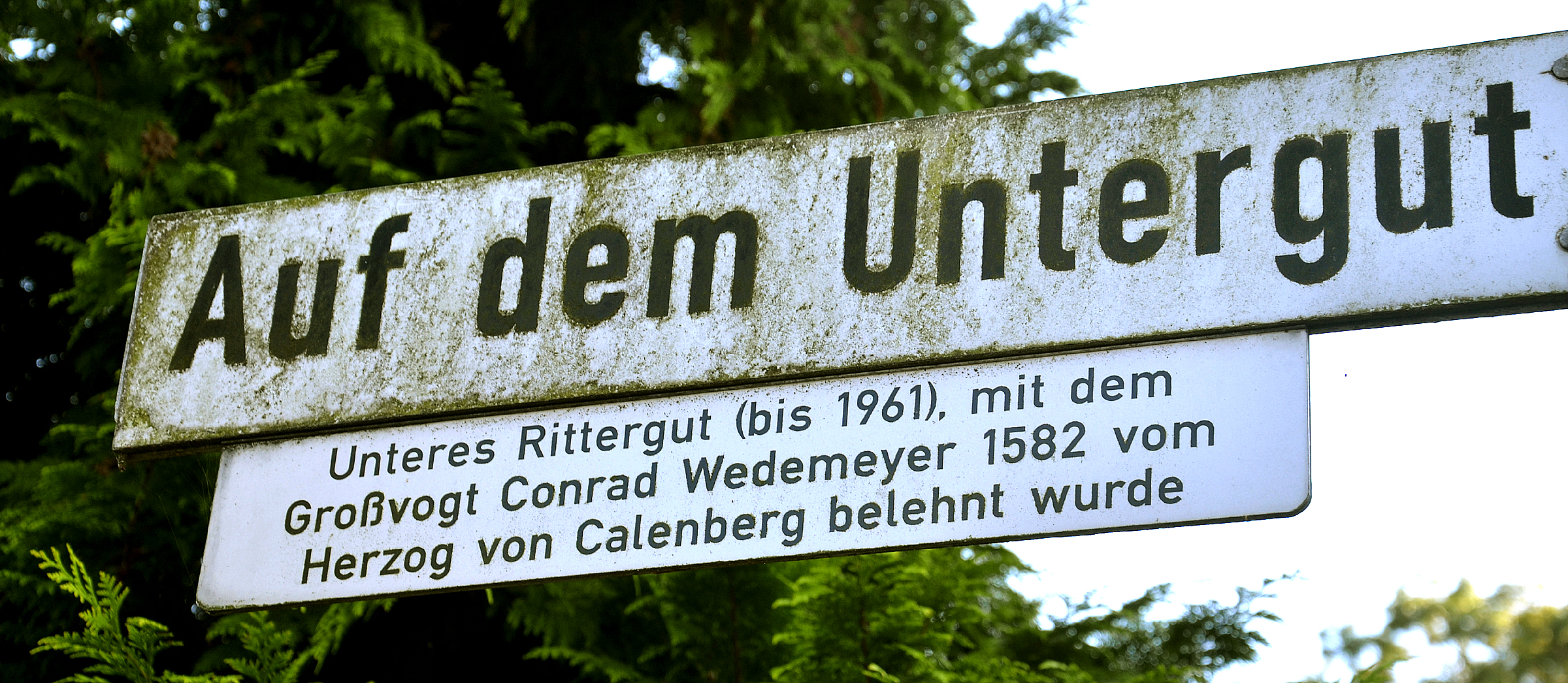
Legende zum 1582 an Conrad Wedemeyer verliehenen Ritter- bzw. Untergut in Eldagsen

Nachdem der letzte von Stemmen, Harbort, ohne männliche Erben 1582 starb, belehnte der Herzog von Calenberg noch im selben Jahr seinen Großvogt Conrad Wedemeyer mit dem dann Untergut genannten Gutshof, der dann lange Zeit Wohnsitz der sogenannten „Untergut-Linie“ derer von Wedemeyer war und erst 1961 verkauft wurde.